# Epaminondas Nunes de Ávila e Silva
Epaminondas Nunes de Ávila e Silva (* 4. Juli 1869 in Serro, Minas Gerais, Brasilien; † 29. Juni 1935 in Rio de Janeiro) war ein brasilianischer Geistlicher und römisch-katholischer Bischof von Taubaté.

## Leben
Epaminondas Nunes de Ávila e Silva studierte Philosophie und Katholische Theologie am Priesterseminar in Diamantina. Er empfing am 17. Juli 1892 durch den Bischof von Diamantina, João Antônio dos Santos, das Sakrament der Priesterweihe. Anschließend war Nunes de Ávila e Silva als Pfarrvikar in Serro tätig. 1908 wurde er zum Ehrendomherr an der Kathedrale in Diamantina und zum Synodalexaminator berufen.
Am 29. April 1909 ernannte ihn Papst Pius X. zum ersten Bischof von Taubaté. Der Weihbischof in Rio de Janeiro, Joaquim Silvério de Souza, spendete ihm am 8. September desselben Jahres die Bischofsweihe. Die Amtseinführung erfolgte am 21. November 1909.